# 동래 남문비
동래 남문비(東萊 南門碑)는 임진왜란 때 순절한 분들의 충렬(忠烈)을 기리어 당시의 격전지인 동래읍성의 남문 밖 농주산에 세웠던 비로, '동래충렬비'라고도 부른다. 부산광역시립박물관 내에 있다. 1972년 6월 26일 부산광역시의 기념물 제21호 동래남문비로 지정되었다가,  2014년 9월 3일 동래 남문비로 명칭이 변경되었다.

## 개요
임진왜란 때 순절한 분들의 충렬(忠烈)을 기리어 당시의 격전지인 동래읍성의 남문 밖 농주산에 세웠던 비로, ‘동래충렬비’라고도 부른다. 
현재 비는 받침돌 위에 크게 훼손된 비몸을 세운 모습이다. 그 위에 얹었던 머릿돌을 옆에 따로 놓여 있다. 비문에는 선조 25년(1592) 4월 13일 임진왜란이 일어나 다음날 싸움에서 부산진첨사 정발이 용감히 싸우다 전사한 일, 병사 이각의 비겁한 도망, 동래부사 송상현의 의연한 죽음과 비장 송봉수·김희수·향리 송백·교수 노개방·유생 문덕겸·양통한의 순절, 양산군수 조영규의 절의 등 왜병들과의 처절한 싸움내용과 동래부 군·관·민의 순국 충절을 기록하고 비를 세우기까지의 경위를 밝혔다. 
비는 현종 11년(1670)에 처음 세웠으며 숙종 35년(1709)에 별사 앞뜰에 옮겼다가 영조 12년(1736) 별사가 없어지면서 남문 안으로 옮겨 놓았던 것을 1976년 시가지 도로확장공사로 인해 부산광역시립박물관에 옮겨 보존하고 있다. 비문은 현종 9년(1668)에 송시열이 짓고, 송길준이 썼으며, 비의 제목은 이정영이 썼다.

## 갤러리
- 2023년 8월 촬영.
- 1995년 탁본 자료를 바탕으로 제작한 모형으로 원본의 우측에 전시되어 있다.
- 촬영 일자 미상.
- 촬영 일자 미상.

## 참고 자료
- 동래 남문비 - 국가유산청 국가유산포털